# 양산 통도사 대광명전
양산 통도사 대광명전(梁山 通度寺 大光明殿)은 대한민국 경상남도 양산시 하북면, 통도사에 있는 조선시대의 건축물이다. 
1974년 2월 16일 경상남도의 유형문화재 제94호로 지정되었다가, 2014년 6월 5일 대한민국의 보물 제1827호로 승격됨에 따라 2014년 6월 26일 경상남도 유형문화재 지정이 해제되었다.

## 개요
대광명전은 통도사내 중로전(中爐殿)의 중심 불전으로 대웅전의 서북쪽에 자리잡고 있다. 사전(寺傳)에는 1725년(영조 원년)에 축환대사가 대광명전을 중수하였다고 전하며, 1759년에 만든「大光明殿三成功畢後懸板」에는 1756년(丙子) 10월 21일 밤 자시에 화재가 발생하여 법당 4위, 승료 4, 고사 10칸이 회진(灰塵)되었다고 기록되어 있다. 이어 1758년(戊寅) 1월 초7일 공사를 시작하여 3법당을 9월 26일 중건하고 내외 장식까지 마쳤으며, 이듬해 1759년(己卯) 4월초에 시작하여 6월 26일까지 대광명전 단청을 마치고, 비로불상, 영산전불상도금, 후불탱을 동시에 완성했다”고 적고 있다. 이에 따라 현재 대광명전은 1756년에 화재로 불탄 후 1758년에 중건되었음을 알 수 있으며, 이는 건륭 23년(1758년)이라는 암막새 명문으로 보아 확실한 것으로 판단된다.
대광명전은 정면 5칸, 측면 3칸의 다포식 팔작지붕 건물이다. 건물의 기단은 막돌 바른층으로 쌓은 위에 장대석으로 갑석을 만들어 조성했으며 정면 어칸 앞쪽에는 폭이 넓은 석계가 설치되어 있다.
기단 위에는 막돌 초석을 놓고 약한 배흘림의 원주를 세워 상부가구를 받고 있다. 창호의 정면은 소슬 꽃살창으로 어칸은 삼분합문이고, 나머지는 이분합문이다. 측면 퇴칸에는 정자살창 또는 빗살창이, 배면 3칸에는 띠살창이 각각 달려 있다. 공포는 정면과 측면의 경우 앙서형(仰舌形) 살미로 처리한 반면, 배면은 교두형 살미로 간결하게 처리하고 있다. 또한 정면 어칸의 기둥 상부에는 섬세하게 조각한 용두(龍頭)가 돌출되어 있고, 불전의 내측에는 용미(龍尾)가 돌출되어 있어 당시의 장식적 경향과 세련된 조각기법을 잘 보여주고 있다. 단청은 외부는 대부분 퇴락하여 흔적만 남은 상태이나 내부는 문양은 물론 색까지도 선명하게 잘 남아 있다.
대광명전은 부재의 치목 및 조각 수법이 우수한 불전으로 평면구성과 공포형식, 창호 등에서도 18세기 중반 시기의 다포계 불전의 건축적 특징을 잘 보여주고 있으며, 조선후기 불전 단청의 특색을 연구하는 자료로서의 가치도 있어 역사적 ․학술적으로 국가지정문화재인 보물로 지정가치가 충분하다.

## 현지 안내문
대광명전은 통도사의 세 개 영역 가운데 중위 영역의 중심 불전으로, 비로자나불을 봉안하는 곳이다. 비로자나불은 "널리 밝은 빛을 두루 비춘다"는 뜻으로, 곧 사람의 눈으로는 볼 수 없는 빛의 부처이자 모든 부처 중에서 근본이 되는 부처이므로 이 부처를 법신불이라고도 한다. 이 때문에 비로자나불이 봉안된 곳을 대광명전 또는 대적광전이라고 하며, 비로자나불의 이름을 따서 비로전이라고도 한다. 법당에서 이 부처는 연꽃무늬 받침대 위에 왼손의 검지를 오른손으로 감싸쥔 형상으로 앉아 있다. 이 손모양은 곧 부처와 중생이 하나임을 표현하는 상징으로, 비로자나불에서만 볼 수 있다. 그리고 연꽃받침은 우주만물을 모두 간직하고 있다는 연화장 세계를 상징한다. 그러므로 연화장 세계를 다스리는 비로자나불은 곧 우주 전체를 총괄한다.
이 영역의 건물은 통도사의 하위 영역과는 전혀 다른 형식으로 배치되어 있다. 즉 관음전과 용화전, 대광명전이 남북 방향으로 일렬로 서서 모두 남쪽을 향하고 있다. 그리고 배열 순서에 따라 건물 규모도 다른데, 위로 갈수록 위계가 높은 건물이 자리잡고 있다. 이 건물의 창건 연대는 정확하게 알 수 없으나, 현재의 건물은 조선영조 원년(1725)에 중수된 것으로 보인다. 정면 5칸, 축면 3칸으로 다포계 팔작지붕의 건물로 비교적 안정적인 비례감을 갖추고 있으며, 세부 수법은 하위 영역의 건물들과 큰 차이가 없다. 다만 정면 중앙의 양 기둥 머리에 새긴 섬세하고 정교한 용머리를 비롯해 예술적으로 표현한 장식들은 하위 영역의 건물들과 비교되지 않을 정도로 화려하고 정중하다. 내부 공간 역시 연꽃과 용, 봉황 등으로 화려하게 장식하여, 중심 불전으로서의 격식과 권위를 충분히 보여주고 있다.

## 같이 보기
- 통도사
- 통도사대광명전삼신불도 - 보물 제1242호
- 양산 통도사 대광명전 신중탱 - 경상남도 유형문화재 제279호

## 참고 자료
- 양산 통도사 대광명전 - 국가유산청 국가유산포털